# Andreas Vesalius
Andreas Vesalius, Wesaliusz, właśc. Andries van Wesel lub Andre Wesale (ur. 31 grudnia 1514 w Brukseli, zm. 15 października 1564 na Zakintos) – flamandzki uczony, twórca nowożytnej anatomii.

## Życiorys
Urodził się w Brukseli, w rodzinie o tradycjach medycznych (jego ojciec był aptekarzem cesarza Karola V). Studiował humanae litterae na uniwersytecie w Leuven (Belgia) w latach 1529–1533, a następnie, między 1533 a 1536, w Paryżu, pod kierunkiem Sylwiusza. Ostatnim etapem jego studiów była nauka na uniwersytecie w Padwie, gdzie w 1537 roku otrzymał stopień doktora medycyny, publikując w charakterze dysertacji parafrazę dzieła arabskiego lekarza Ar-Raziego. Zaraz też został zatrudniony jako wykładowca chirurgii, odpowiedzialny za pokazy anatomii; w Padwie nauczał w latach 1537–1555.
W 1543 w bazylejskiej oficynie typograficznej Johannesa Oporinusa opublikował siedmioczęściowe dzieło Budowa ludzkiego ciała (De humani corporis fabrica; w skrócie często cytowane jako Fabrica) i zadedykował je Karolowi V. Było to pierwsze wydane drukiem dzieło o anatomii człowieka. W 1555 r. w tej samej drukarni ukazało się drugie wydanie Fabrica, wykorzystujące ten sam materiał ilustracyjny, który został zastosowany w wydaniu pierwszym. Jako pierwszy opisał w nim dokładnie budowę ludzkiego ciała, ilustrując swe twierdzenia 300 drzeworytami wykonanymi przez ucznia Tycjana, Jana van Calcara. Poprawił ponad 200 błędów Galena i udowodnił, że nie wykonał on żadnej sekcji ludzkich zwłok. Dzieło Vesaliusa uznawano za kulminację humanistycznego odrodzenia nauki starożytnej, jednak nie była to nauka starożytna w sensie wyłącznie klasycznym: wykształcenie Vesaliusa opierało się na tradycji arabskiej i na jego własnych dokładnych obserwacjach, których wyniki szeroko rozpowszechniał drukiem.
Krytyka Galena spowodowała niechęć innych uczonych, w szczególności ataki ze strony byłego mentora Vesaliusa – Sylviusza. Vesalius zrezygnował z profesury w Padwie i przeniósł się do Brukseli, gdzie poślubił Annę van Hamme. W 1544 roku został nadwornym lekarzem Karola V; jego kariera jako lekarza rozwijała się bardzo dobrze. W 1556 roku został przez cesarza podniesiony do rangi hrabiego i otrzymał dożywotnią pensję. W 1559 roku przeniósł się do Madrytu na dwór Filipa II, króla Hiszpanii. W 1564 roku udał się w pielgrzymkę do Jerozolimy. Do dziś trwają spory badaczy, jaki był cel tej podróży. W drodze powrotnej Vesalius został najprawdopodobniej pozostawiony przez marynarzy, być może w chorobie, na greckiej wyspie Zakintos, należącej wówczas do Republiki Wenecji, gdzie wkrótce potem zmarł.

## Zasługi
Vesalius jako jeden z pierwszych odważył się na dokładne zbadanie zwłok ludzkich, wykazując przy tym liczne błędy w dziełach Galena, będące wynikiem nieuzasadnionego rzutowania stosunków anatomicznych zwierząt na organizację ciała ludzkiego. Wskutek tych poprawek i sprostowań popadł w spór ze swoim nauczycielem, Sylwiuszem, zwolennikiem Galena, a także innym sławnym badaczem – Eustachiuszem. Spór ten przyczynił się do rozwoju anatomii porównawczej zwierząt.
Fabrica Vesaliusa była bogato ilustrowana przez niderlandzkiego artystę Jana van Calcara. Każdy drzeworyt zawierał zarówno treści merytoryczne, jak i metaforę. Do tego dochodziły niezwykle sugestywne inicjały.